# 何宗圣
何宗圣（1563年—1636年），字浣非，号八柱，湖廣随州人，明朝政治人物。何宗彦胞弟。

## 生平
萬曆十九年（1591年）辛卯科江西鄉試舉人出身，萬曆四十三年（1615年）任福建永安县知县，后升任中府经历，升工部郎中。再升工部右侍郎，任内依附魏忠贤阉党，而在四川房山立显德祠。